# ریچل کرفرد
ریچل کرفرد (انگلیسی: Rachael Crawford؛ زادهٔ ۱۹۶۹ (۵۵–۵۶ سال)) یک هنرپیشه اهل کانادا است. وی از سال ۱۹۸۶ میلادی تاکنون مشغول فعالیت بوده‌است.
از فیلم‌ها یا برنامه‌های تلویزیونی که وی در آن نقش داشته‌است می‌توان به مرد، وقتی که شب در حال سقوط است، آلیا: شاهدخت آر اند بی و عامل نفوذی اشاره کرد.